# Sandra Pêra
Sandra Cristina Marzullo Pêra (Rio de Janeiro, 17 de setembro de 1954) é uma atriz, cantora, compositora e diretora de teatro brasileira, conhecida principalmente por ter sido uma das vocalistas do grupo As Frenéticas.

## Biografia
É filha dos atores Manuel Pêra e Dinorah Marzullo, neta da atriz Antonia Marzullo e irmã da atriz Marília Pêra.
Sandra iniciou sua carreira no início dos anos 70, atuando em musicais e peças de teatro como A Vida Escrachada de Joana Martini e Baby Stompanato (1971), Pobre Menina Rica (1972), com direção de Carlos Lyra, Jesus Cristo Superstar (1973), Pippin (1974) e A Verdadeira História da Gata Borralheira (1976). Também trabalhou como backing vocal da cantora e compositora Angela Ro Ro no Festival de Rock de Saquarema, em 1976. Na época, Sandra morava com a atriz e cantora Zezé Motta.
Em 1976, foi convidada pelo seu então cunhado, Nelson Motta, para trabalhar na boate Frenetic Dancing Days, idealizada para durar alguns meses e promover o Shopping da Gávea, o primeiro shopping center do Rio de Janeiro, já que na época a Gávea ainda era um bairro exclusivamente residencial. Sandra chamou para trabalhar com ela as atrizes Regina Chaves, Dhu Moraes e Leiloca Neves (com quem morava na época), todas suas colegas em algum dos musicais que havia feito. Por sugestão de Regina, foram convidadas também Lídia Martuscelli (a Lidoka) e Edyr de Castro. Elas trabalhavam como garçonetes, e no fim da noite, faziam um show com canções ensaiadas por elas com o músico Roberto de Carvalho, como Dançar pra Não Dançar, de Rita Lee e Back in Bahia, de Gilberto Gil. Por conta do nome da boate, o grupo passou a se chamar As Frenéticas. O figurino delas foi desenhado por Marília Pêra.
Com o fim do Dancing, em 1977, elas foram contratadas pela WEA para gravar um compacto duplo com a canção A Felicidade Bate a Sua Porta, de Gonzaguinha e um pout-purri com alguns rocks que elas cantavam no Dancin'. A música de Gonzaguinha estourou nas rádios e elas gravaram o primeiro LP, simplesmente intitulado Frenéticas, com as duas faixas e canções inéditas de Rita Lee (Fonte da Juventude), Nelson Motta (Pessoal Intransferível) e do Dzi Croquette Wagner Ribeiro (Vingativa). Nelson e Rita também compuseram juntos (com Roberto de Carvalho) o maior sucesso do disco, Perigosa. Em plena ditadura, a canção quase foi censurada. A temporada de lançamento do disco, no Teatro Teresa Rachel, no Rio de Janeiro, foi um grande sucesso. Elas receberam o Disco de Ouro, por mais de 300 mil cópias vendidas.
No ano seguinte, gravaram o segundo disco. Caia na Gandaia, que emplacou simultaneamente duas canções em trilhas de novelas da Rede Globo: Dancin' Days, de Nelson Motta e Ruban, na abertura da novela homônima, o maior sucesso de toda a carreira das Frenéticas e que se tornou um clássico atemporal da música brasileira, e O Preto que Satisfaz, presente de Gonzaguinha para elas, na abertura da novela Feijão Maravilha. O disco também continha canções inéditas de Erasmo Carlos (Macho, em que Sandra ganhou o solo), Gilberto Gil e Eduardo Dussek (que ainda pouco conhecido, foi apadrinhado por elas), e foi novamente, Disco de Ouro. Na época, elas ganharam um especial na Globo, também intitulado Caia na Gandaia, exibido na noite de ano novo de 1978 e reprisado algumas vezes no verão de 1979.
Em 1979, gravaram o terceiro LP, Soltas na Vida, com canções inéditas de Gonzaguinha (A Marcha do Povo Doido), Gilberto Gil (Sonho Molhado) e Angela Ro Ro (Agito e Uso, com solo de Sandra). Os antigos padrinhos Nelson, Rita e Roberto colaboraram com Perigosíssima, espécie de sequencia de Perigosa. As Frenéticas gravaram também, pela primeira vez, duas canções de Chico Buarque: Ai, Se Eles Me Pegam Agora, que ele as convidou para cantar no histórico disco duplo com a trilha do musical Ópera do Malandro e a inédita Mambordel. O maior sucesso do disco foi É que Nessa Encarnação Eu Nasci Manga, de Luhli e Lucina. Com a transmissão do show desse disco, feita durante a sua turnê europeia, elas inauguraram a televisão a cores em Portugal, em 1980.
Em 1980, elas gravaram o disco Babando Lamartine, exclusivamente com canções do compositor Lamartine Babo. O disco foi produzido por César Camargo Mariano.
Em 6 de setembro de 1980, Sandra deu à luz a sua única filha, a atriz e cantora Amora Pêra, fruto do seu relacionamento com Gonzaguinha.
Em 1981, as Frenéticas viajaram pelo país no Projeto Pixinguinha, ao lado de Erasmo Carlos e Sérgio Sampaio.
Em 1982, Sandra, ao lado de Regina, resolveu sair do grupo, por desgastes artísticos surgidos com o tempo. O quarteto restante (Dhu, Edyr, Leiloca e Lidoka) ainda gravaria um último disco, Diabo a Quatro, lançado em 1983, que fez sucesso com a música Você Escolheu Errado o Seu Super-Herói. Mesmo estando oficialmente desligada do grupo, Sandra colaborou como compositora em duas faixas: Não Me Venha com Beijinhos no Pescoço e A Todo Vapor, ambas compostas em parceria com Guilherme Lamounier.
Simultaneamente, em 1983, Sandra lançou seu único disco solo, intitulado simplesmente Sandra Pêra, inteiramente autoral, com letras de Sandra para músicas de Guilherme Lamounier, Rosa Passos, Joyce Moreno e Ruban (autor de Dancin' Days). Sua irmã, Marília Pêra, cantava com ela na faixa Blue Azul. O disco teve um sucesso moderado, com a faixa Barriga Vazia (que ela cantou algumas vezes no programa do Chacrinha) ganhando clipe no Fantástico e a faixa Eu Te Arraso entrando na trilha da novela Guerra dos Sexos.
Em 1985, Leiloca também saiu das Frenéticas e o grupo resolveu encerrar as atividades.
O sexteto se reuniria brevemente 1992, para a gravação de algumas canções inéditas que integraram uma compilação (entre elas Perigosas Peruas, que foi tema de abertura da novela homônima) e o show também intitulado Perigosas Peruas, dirigido por Marília Pêra no Teatro Rival.
Em 2000, chegou a ser idealizado um show de comemoração de 25 anos do grupo, que seria dirigido por Miguel Falabella e teria cenografia de Gringo Cardia. No entanto, elas não conseguiram patrocínio a altura do espetáculo concebido, e ele jamais chegou a estrear.
Após o fim das Frenéticas, Sandra atuou como atriz em algumas novelas e programas humorísticos na Rede Globo, mas seu trabalho se deu principalmente no teatro. Fez, entre outras peças, O Reverso da Psicanálise (1988), ao lado de Yoná Magalhães e Luiz Fernando Guimarães; Mãe Genti (2000), de Ivaldo Bertazzo, com Rosi Campos e Zeca Baleiro; A Saga da Senhora Café (2002), de Helóisa Perissé; Capitães de Areia (2005); O Preço (2007), com direção de José Possi Neto e mais recentemente, A Porta da Frente (2018), ao lado da atriz Miriam Mehler. 
Sandra também dirigiu algumas peças, entre elas Acredite, Um Espírito Baixou em Mim, com os atores mineiros Ílvio Amaral e Maurício Canguçu, que está há 20 anos em cartaz, tendo sido apresentada em mais de 400 cidades e vista por mais de 3 milhões de pessoas.
No cinema, atuou em filmes como Agonia (1978), de Júlio Bressane e Dias Melhores Virão (1989), de Cacá Diegues.
Em 2004, Sandra assinou a direção do show Baiana da Gema, da cantora Simone.
Em 2008, Sandra lançou pela Editora Ediouro o livro As Tais Frenéticas: Eu Tenho uma Louca Dentro de Mim, biografia do grupo. O livro tem prefácio do doutor Drauzio Varella.
Em 2016, Sandra estreou ao lado de Dhu Moraes, sua amiga desde antes de Frenéticas (elas se conheceram no musical Pobre Menina Rica, em 1972) o show Duas Feras Perigosas, com roteiro e direção do jornalista Rodrigo Faour. No espetáculo, elas cantam sucessos das Frenéticas, músicas de musicais em que atuaram e composições da MPB contemporânea. Em março de 2019, o show foi lançado em DVD pela Biscoito Fino.
Em dezembro de 2018, ao lado de Dhu e Leiloca, representou as Frenéticas no musical 70.doc – Décado do Divino Maravilhoso, que conta a história dos anos 70 através da música e estreou com grande sucesso no Theatro Net Rio. O espetáculo migrou para o Theatro Net São Paulo em março de 2019, contando também com a participação da cantora Baby do Brasil.
Em junho de 2021, Sandra lançou, também pela Biscoito Fino, o disco Sandra Pêra em Belchior, todo dedicado a obra do compositor cearense, que segundo a lenda, compôs seu hit "Medo de Avião", inspirado por uma viagem com ela. O disco contém participações especiais de Ney Matogrosso, Juliana Linhares e Zeca Baleiro. Mauro Ferreira, do G1, elogiou o trabalho, dizendo se tratar de disco "disco muito valorizado pelos arranjos e pelo tratamento dramatúrgico do repertório."

## Filmografia

### Televisão
| Ano       | Título                          | Papel                                   | Emissora          |
| --------- | ------------------------------- | --------------------------------------- | ----------------- |
| 1972      | Uma Rosa com Amor               | Sílvia                                  | Rede Globo        |
| 1976      | Vejo a Lua no Céu               | Margarida                               | Rede Globo        |
| 1976      | O Casarão                       | Angélica                                | Rede Globo        |
| 1978      | Dancin' Days                    | ela mesma                               | Rede Globo        |
| 1981      | Amizade Colorida                | Mônica                                  | Rede Globo        |
| 1989      | O Salvador da Pátria            | Vizinha de Marlene                      | Rede Globo        |
| 1992–95   | Escolinha do Professor Raimundo | Dinorá                                  | Rede Globo        |
| 1996      | O Campeão                       | Lola                                    | Rede Bandeirantes |
| 1997      | Mandacaru                       | Baiana                                  | Rede Manchete     |
| 1998      | Malhação                        | Vizinha de Puruca                       | Rede Globo        |
| 2001      | Porto dos Milagres              | Regina Melo                             | Rede Globo        |
| 2002      | Desejos de Mulher               | Geralda                                 | Rede Globo        |
| 2007      | Carga Pesada                    | Rosalva (episódio "Vale o Quanto Pesa") | Rede Globo        |
| 2007      | Sete Pecados                    | Carcereira                              | Rede Globo        |
| 2008      | Malhação                        | Mafalda                                 | Rede Globo        |
| 2008      | Chamas da Vida                  | Mercedes Carvalho Ferreira              | Rede Record       |
| 2010      | Passione                        | Madame Kiti                             | Rede Globo        |
| 2011      | Show do Tom                     | Vários personagens                      | Rede Record       |
| 2012      | Cheias de Charme                | Ela mesma                               | Rede Globo        |
| 2013-2015 | Chiquititas                     | Valentina Braga Pereira                 | SBT               |
| 2019      | Ala Leste                       | Juju                                    | Prime Box Brazil  |
| 2020      | Amélio, O Homem de Verdade      | Adamantina                              | Prime Box Brazil  |

### Cinema
| Ano  | Título                                   | Papel          |
| ---- | ---------------------------------------- | -------------- |
| 1978 | O Bom Marido                             | Raquelita      |
| 1978 | Agonia                                   | Desconhecido   |
| 1989 | Dias Melhores Virão                      | Tânia          |
| 2006 | Show de Bola                             | Maria          |
| 2009 | Embarque Imediato                        | Betina         |
| 2011 | Billi Pig                                | Adriana Amaral |
| 2013 | O Concurso                               | Juíza Maria    |
| 2025 | Todo Mundo (Ainda) Tem Problemas Sexuais | Erika          |